# Torneo di Wimbledon 2010 - Doppio femminile per invito
Martina Navrátilová e Jana Novotná hanno battuto in finale Tracy Austin e Kathy Rinaldi-Stunkel con il punteggio di 7–5, 6–0.

## Tabellone

### Legenda
| - Q = Qualificato - WC = Wild card - LL = Lucky loser | - ALT = Alternate - SE = Special Exempt - PR = Protected Ranking | - w/o = Walkover - r = Ritirato - d = Squalificato |

### Finale
|  | Finale                           |                                  |                                  |   |   |  |
|  |                                  |                                  |                                  |   |   |  |
|  | Tracy Austin Kathy Rinaldi       | Tracy Austin Kathy Rinaldi       | Tracy Austin Kathy Rinaldi       | 5 | 0 |  |
|  | Martina Navrátilová Jana Novotná | Martina Navrátilová Jana Novotná | Martina Navrátilová Jana Novotná | 7 | 6 |  |

### Gruppo A
|  |                                | Austin Rinaldi | Hingis Kurnikova | Hobbs Smith | Suková Temesvári | RR W–L | Set W–L | Game W–L | Posizione |
|  | Tracy Austin Kathy Rinaldi     |                | 7–5, 7–6(4)      | 6–2, 6–1    | 6–4, 6–2         | 3-0    | 6-0     | 38-20    | 1         |
|  | Martina Hingis Anna Kurnikova  | 5–7, 6(4)–7    |                  | 6–2, 6–4    | 6–1, 6–4         | 2-1    | 4-2     | 35-25    | 2         |
|  | Anne Hobbs Samantha Smith      | 2–6, 1–6       | 2–6, 4–6         |             | 5–7, 2–6         | 0-3    | 0–6     | 17-37    | 4         |
|  | Helena Suková Andrea Temesvári | 4–6, 2–6       | 1–6, 4–6         | 7–5, 6–2    |                  | 1-2    | 2-4     | 24-31    | 3         |

La classifica viene stilata in base ai seguenti criteri: 1) Numero di vittorie; 2) Numero di partite giocate; 3) Scontri diretti (in caso di due giocatori pari merito ); 4) Percentuale di set vinti o di games vinti (in caso di tre giocatori pari merito ); 5) Decisione della commissione.

### Gruppo B
|  |                                    | Croft Maleeva | Kloss Nideffer | Martínez Tauziat | Navrátilová Novotná | RR W–L | Set W–L | Game W–L | Classifica |
|  | Annabel Croft Magdalena Maleeva    |               | 6–4, 6–1       | 4–6, 4–6         | 6(4)–7, 2–6         | 1-2    | 2-4     | 28-30    | 3          |
|  | Ilana Kloss Rosalyn Nideffer       | 4–6, 1–6      |                | 4–6, 1–6         | 3–6, 1–6            | 0-3    | 0–6     | 14-36    | 4          |
|  | Conchita Martínez Nathalie Tauziat | 6–4, 6–4      | 6–4, 6–1       |                  | 5–7, 1–6            | 2-1    | 4-2     | 30-26    | 2          |
|  | Martina Navrátilová Jana Novotná   | 7–6(4), 6–2   | 6–3, 6–1       | 7–5, 6–1         |                     | 3-0    | 6-0     | 38-18    | 1          |

La classifica viene stilata in base ai seguenti criteri: 1) Numero di vittorie; 2) Numero di partite giocate; 3) Scontri diretti (in caso di due giocatori pari merito ); 4) Percentuale di set vinti o di games vinti (in caso di tre giocatori pari merito ); 5) Decisione della commissione.